# Fontainea picrosperma
Fontainea picrosperma är en törelväxtart som beskrevs av Cyril Tenison White. Fontainea picrosperma ingår i släktet Fontainea och familjen törelväxter. Inga underarter finns listade i Catalogue of Life.